# ديفيد جيمس (لاعب دوري الرغبي)
ديفيد جيمس (بالإنجليزية: David James)‏ هو لاعب دوري الرغبي بريطاني، ولد في 1 سبتمبر 1985 في بلاكوود ‏ في المملكة المتحدة.